# Markéta Bělonohá
Markéta Bělonohá (n. 25 martie 1982 în Tábor) este un fotomodel din Cehia care a apărut în mai multe magazine playboy.

## Biografie
Bělonohá este fotografiată deja ca nud, la 18 ani. Ea va purta peudonume ca Dajen, Deborah, Jenny Smile, Diana Celeste, Marketa Michaels. Din această perioadă au rămas puține filme porno, care în prezent sunt oficial negate. Markéta este fotografiată de fotografi ca  Didier Carre, Jarmo Pohjaniemi și Martin Kinkal. Ea va cunoaște pe această cale în SUA pe fotograful și regizorul norvegian Petter Hegre, în anul 2005 apar despre ea fotografii erotice în revista playboy franceză Lui. Pe lângă activitatea ca model, ea studiază economia la Universitatea din Hradec Králové, Markéta în prezent este necăsătorită și locuiește în Hradec Králové Cehia.

## Filmografie
- NUDE and SEXY - Nude Beauties In High Definition Vol. 1 (2009)
- Babes Uncensored (2008)
- First Class Nudes Vol. 2 (2007)
- Culottes en coton blanc
- Jambes sensuelles (2005)
- Chained Fury: Lesbian Slave Desires (2003)
- Girl Camp 2004: Lesbian Fleshpots (2003)
- Bound Cargo (2003)